# اوترباخ
اوترباخ (به آلمانی: Otterbach) یک شهر در آلمان است که در کایزرسلاوترن واقع شده‌است.